# Yigezi Ye’er (sockenhuvudort i Kina, Xinjiang Uygur Zizhiqu, lat 38,64, long 76,20)
Yigezi Ye'er är en sockenhuvudort i Kina. Den ligger i den autonoma regionen Xinjiang, i den nordvästra delen av landet, omkring 1 100 kilometer sydväst om regionhuvudstaden Ürümqi. Antalet invånare är 5 114. Befolkningen består av 2 438 kvinnor och 2 676 män. Barn under 15 år utgör 28,0 %, vuxna 15-64 år 66 %, och äldre över 65 år 4,0 %.
Runt Yigezi Ye'er är det mycket glesbefolkat, med 7 invånare per kvadratkilometer. Närmaste större samhälle är Sugaiti, 15,7 km norr om Yigezi Ye'er. Trakten runt Yigezi Ye'er är ofruktbar med lite eller ingen växtlighet.
Genomsnittlig årsnederbörd är 150 millimeter. Den regnigaste månaden är juni, med i genomsnitt 25 mm nederbörd, och den torraste är januari, med 4 mm nederbörd.